# 戈特弗里德·西尔伯曼

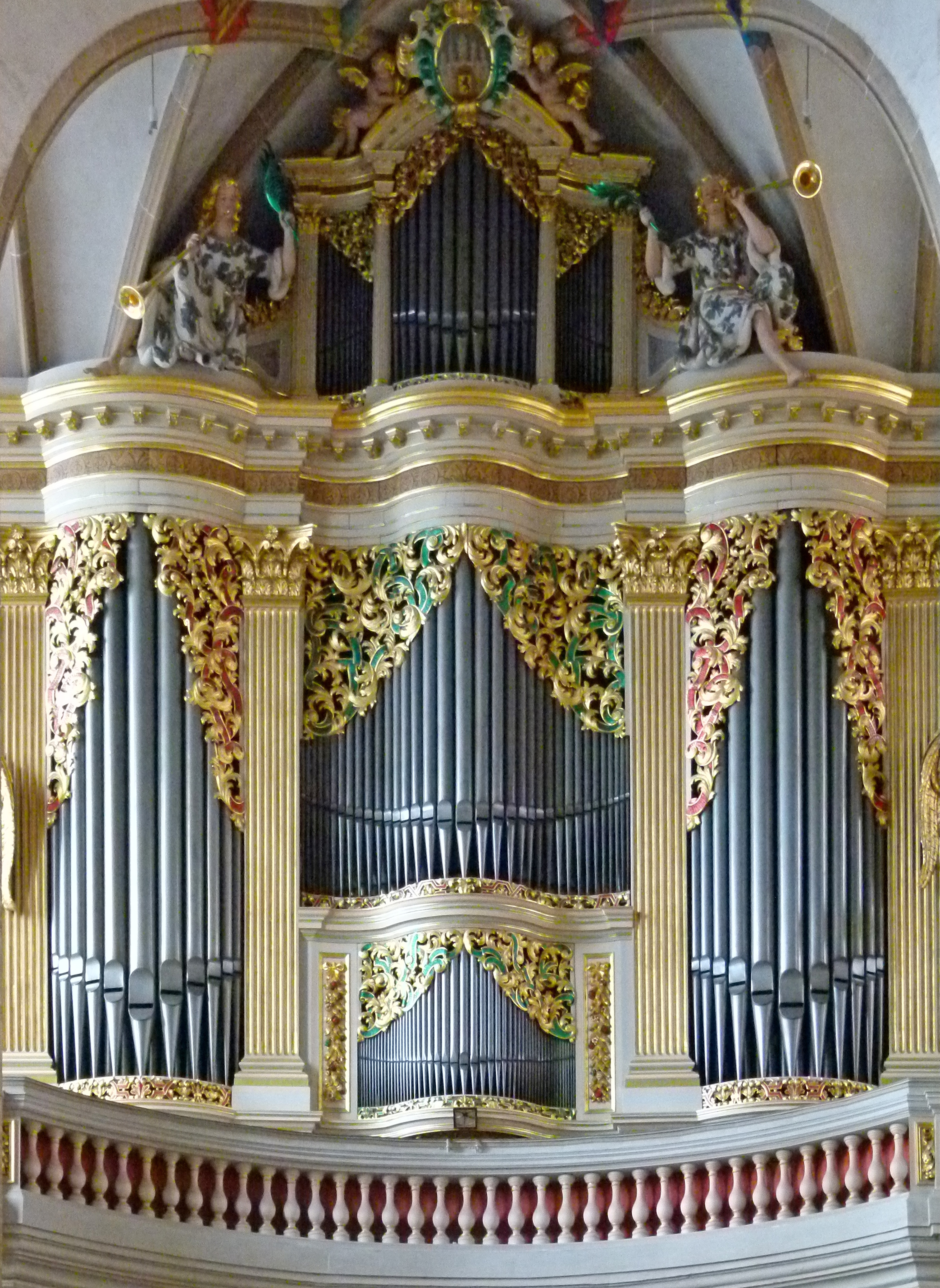

戈特弗里德·西尔伯曼（德語：Gottfried Silbermann，1683年1月14日—1753年8月4日），德国键盘乐器制造家，制造如大键琴、翼琴、管风琴和古钢琴等。

## 生平
1711年，他在弗莱贝格开设了自己的工场，随后在1723年被腓特烈一世（Frederick I）授予Königlich Polnischen und Churfürstlich Sächsischen Hof- und Landorgelmachers（“波兰国王和萨克森选帝侯名誉宫廷和国家管风琴制造家”）的称号。戈特弗里德·西尔伯曼设计和建造了大约50架管风琴，宫廷教堂的管风琴和弗莱贝格大教堂的管风琴被认为是他最伟大的作品。
西尔伯曼也是钢琴史上的核心人物。他制造了第一架德国古钢琴，并将巴尔托洛奥·克里斯托弗里（Bartolomeo Cristofori，钢琴发明者）的重要思想传授给后来的制造者。根据约翰·海因里希·泽德勒（Johann Heinrich Zedler）《通用辞典》（Universal-Lexicon）的证据表明，西尔伯曼的第一架钢琴是于1732年建造的。 在18世纪40年代，普鲁士国王腓特烈大帝认识了西尔伯曼的钢琴，并购买了许多他的钢琴。 腓特烈大帝聘请了正在弹奏西尔伯曼钢琴的卡尔·菲利普·埃马努埃尔·巴赫（Carl Philipp Emanuel Bach），并使用这款特别的古钢琴来创作音乐 。 约翰·塞巴斯蒂安·巴赫（Johann Sebastian Bach）在访问波茨坦时也弹奏了这些钢琴，在他的第二次访问中，西尔伯曼的钢琴得到了巴赫的“完全认可”（“völligeGutheißung”）。 
在如今的波茨坦腓特烈宫殿中仍然存有两架西尔伯曼的钢琴。 在德国国家博物馆（Germanisches Nationalmuseum）中还有一架原版西尔伯曼钢琴 。 2020年， 保罗·麦克诺提（Paul McNulty）为迈尔肯·比尔森（Malcolm Bilson）制作了戈特弗里德·西尔伯曼1749年款钢琴复制版。

## 专辑
- 卢卡·古列尔米。Luca Guglielmi. Johann Sebastian Bach. Bach & The early pianoforte. Fortepiano Silbermann 1749, Gravecembalo Bartolomeo Cristofori 1726 (both copies by Kerstin Schwarz), Clavichord, Christian Gottlob Hubert 1784 (copy by Angelo Mondino). Label: Piano Classic.
- 米克洛斯西班牙人。Miklos Spanyi. Carl Emanuel Philipp Bach. Solo keyboard music vol 12. Played on a copy of a Silbermann fortepiano 1749 (copy by Michael Walker). Label: BIS
- 阿尔诺·德·帕斯夸莱。Arnaud de Pasquale. CPE Bach, Graun, Hesse. Trios for fortepiano & viola da gamba. Early piano series. CD 1. Played on a copy of Silbermann piano by Kerstin Schwarz. Label: Alpha Classics
- 伯恩哈德·克拉普罗特。Bernhard Klapprott. Johann Sebastian Bach. Complete works played on Silbermann organs. Played on the original Silbermann organ. Label: Aeolus
- 玛丽-克莱尔·阿兰。Marie Claire Alain. Bach. Organ works. Played on the Silbermann grand organ. Label: Erato
- 竹久源藏。Genzoh Takehisa. Bach’s Instrumental works. Played on a copy of a Silbermann fortepiano 1747 by Kenta Fukamachi from 2007. Label: ALM records

## 外部連結
- www.silbermann.org 戈特弗里德·西尔伯曼社会
- 西尔伯曼生平（德语）
- 纽伦堡德国国家博物馆 （页面存档备份，存于）
- www.silbermannorgel-crostau.de Crostau的西尔伯曼管风琴 （页面存档备份，存于）
- 保罗·麦克诺提为迈尔肯·比尔森制作的西尔伯曼钢琴复制版 （页面存档备份，存于）